# Blasiphalia
Blasiphalia is een monotypisch geslacht van schimmels behorend tot de familie Rickenellaceae. Het bevat alleen Blasiphalia pseudogrisella.